# مونكيو ديلي كورتي
مونكيو ديلي كورتي (بالإيطالية: Monchio delle Corti)‏ هي بلدية في مقاطعة بارما في إقليم إميليا رومانيا الإيطالي.

## السكان
في سنة 1861 بلغ عدد السكان 2٬327 نسمة، وتطور العدد ليصل في سنة 2011 لـ 985 نسمة.
يظهر هذا المخطط البياني تطور النمو السكاني لـ مونكيو ديلي كورتي